# إليزابيث قاولد
إليزابيث قاولد (بالإنجليزية: Elizabeth Gould)‏ هي عالمة أعصاب وعالمة نفس أمريكية، ولدت في 1962.

## وصلات خارجية
- الموقع الرسمي